# Mores lehren
Mores lehren steht für die Bemerkung Anstand, Benehmen beibringen oder jemanden energisch zurechtweisen  und ist eine heute eher selten gewordene Redewendung, die aber in der Literatur oft zu finden ist. Die Ankündigung, jemanden „Mores zu lehren“, beinhaltete manchmal eine unterschwellige oder direkte Drohung mit Gewaltanwendung, wie Züchtigung gegenüber Kindern.
Ihre Herkunft hat sie aus dem Lateinischen, das Wort mos (plur.: mores) bedeutet „Sitte, Anstand“ bzw. „Moral“. Entstanden ist der Ausdruck etwa in der Zeit des Humanismus (ca. 15. Jahrhundert) als Teil der damaligen Studenten- und Gelehrtensprache.
Beispiele für die Verwendung der Redensart:

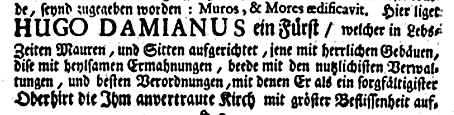
„Muros & mores aedificavit. Hier liget Hugo Damianus, ein Fürst welcher in Lebszeiten Mauren und Sitten aufgerichtet.“ (Zitat aus der Trauerpredigt, 1744)

- Thaddäus Kofler S.J.: Muros & mores aedificavit. Hier liget Hugo Damianus, ein Fürst welcher in Lebszeiten Mauren und Sitten aufgerichtet.

Gedruckte Predigt zum Jahrgedächtnis des Todes von Kardinal Damian Hugo Philipp von Schönborn-Buchheim, 1744
- Johann Nepomuk Nestroy: „Der böse Geist Lumpazivagabundus“

Wir werden euch schon Mores lehren,
ihr liederlichen Burschen ihr!
- Ludwig Bechstein: „Das Märchen von den Sieben Schwaben“:

"Bygott!"  rief der Herr Schulz, i  will  euch  Mores  lehre,  ihr donnderschlechtige Strohlkerle.
- Die Zauberflöte von Wolfgang Amadeus Mozart (Libretto: Emanuel Schikaneder):

In der dritten Szene des ersten Aufzugs singt Monostatos:
Nur geschwinde! Nur geschwinde!
Ha, hab' ich euch noch erwischt?
Nur herbei mit Stahl und Eisen;
Wart’, ich will euch Mores weisen.
- Adolph Freiherr Knigge an Gotthold Ephraim Lessing:

Ach lieber Lessing, als dem jüngeren von uns beiden steht es mir zwar nicht an, Ihnen Mores lehren zu wollen, aber was sein muss, muss sein …
- Friedrich Engels: „Kann Europa abrüsten?“

Und wenn die Unteroffiziere erst aus der Heimlichkeit der Kaserne und Militärgerichtsbarkeit ans Tageslicht des Schulhofes und des bürgerlichen Strafprozesses versetzt sind, dann, wette ich, bringt unsere rebellische Schuljugend auch dem ärgsten ehemaligen Soldatenschinder Mores bei.
- Thomas Mann: „Lotte in Weimar“

den würd’ ich mores lehren, glaub Er mir, Doktor, ich würd’ ihn gehörig zausen!
Aber auch in der Gegenwart findet die Redensart gelegentlich ihren Niederschlag:
- Die Zeit in ihrer Ausgabe 37/2001 zum Thema Zuwanderung:

„Mores dem Minister“ – Die Grünen werden in der Migrationsdebatte bockig
- Schwäbisches Tageblatt vom 17. Januar 2005:

„Mit dem Schießprügel Mores lehren“ – Der Western kehrt zurück ins Kino